# رونالد تروتر
رونالد تروتر (بالإنجليزية: Ronald Trotter)‏ هو شخصية أعمال نيوزيلندي، ولد في 9 أكتوبر 1927 في Hāwera ‏ في نيوزيلندا، وتوفي في 11 أغسطس 2010 في ويلينغتون في نيوزيلندا بسبب سرطان.